# Elijah Harkless
Elijah Harkless, född 3 februari 2000 i San Bernardino i Kalifornien, är en amerikansk professionell basketspelare (SG) som spelar för Utah Jazz i National Basketball Association (NBA).
Harkless blev aldrig NBA-draftad. Innan han blev proffs studerade han först på California State University, Northridge och spelade för deras idrottsförening Cal State Northridge Matadors. Harkless blev senare överförd till University of Oklahoma för spel i Oklahoma Sooners. Han bytte återigen och denna gång till University of Nevada, Las Vegas och spelade för deras UNLV Runnin' Rebels.